# Stadion Slavko Maletin Vava
Le stade Slavko Maletin Vava (en serbe cyrillique : Стадион Славко Малетин Вава, et en serbe latin : Stadion Slavko Maletin Vava), est un stade de football situé à Bačka Palanka, en Serbie.

## Histoire
Le stade est inauguré le 7 juillet 1951.